# Case of the Ex
"Case of the Ex" – utwór amerykańskiej wokalistki rhythm and bluesowej Mýi, wydany w ostatnim kwartale 2000 roku jako drugi singel promujący jej drugi album studyjny Fear of Flying. Australijska organizacja Australian Recording Industry Association (ARIA) i amerykańskie Recording Industry Association of America (RIAA) przyznały piosence certyfikat platynowego singla.

## Listy utworów i formaty singla
U.S. CD Single
1. "Case of the Ex" (radio edit)
2. "Case of the Ex" (album version)
3. "Case of the Ex" (instrumental)

European maxi Single
1. "Case of the Ex" (radio edit)
2. "Case of the Ex" (2-step mix)
3. "Take Me There"
4. "Ghetto Superstar"

UK CD Single
1. "Case of the Ex" (radio edit)
2. "Case of the Ex" (Sovereign remix)
3. "Case of the Ex" (main version)
4. "Case of the Ex" (video)